# Liste des législatures du Royaume-Uni
Cette page dresse une liste des législatures du Parlement du Royaume-Uni depuis la formation du Royaume-Uni de Grande-Bretagne et d’Irlande en 1801. 
La constitution d’une nouvelle législature a lieu après chaque élection générale de la Chambre des communes.

## Liste
| Législature | Élections                         | Premier(s) ministre(s) | Vainqueur | Vainqueur                           | Composition de la Chambre des communes |
| ----------- | --------------------------------- | --- | --------- | ----------------------------------- | -------------------------------------- |
| 1re         | 1801 (coopté)                     | William Pitt le Jeune, Henry Addington |           | Tories                              |                                        |
| 2e          | 1802 (élection, députés)          | Henry Addington, William Pitt le Jeune |           | Tories                              |                                        |
| 3e          | 1806 (élection, députés)          | William Wyndham Grenville, 1er baron Grenville                                                                                                  |           | Whigs                               |                                        |
| 4e          | 1807 (élection, députés)          | William Cavendish-Bentinck, 3e duc de Portland, Spencer Perceval, Robert Jenkinson, 2e comte de Liverpool                                       |           | Tories                              |                                        |
| 5e          | 1812 (élection, députés)          | Robert Jenkinson, 2e comte de Liverpool |           | Tories                              |                                        |
| 6e          | 1818 (élection, députés)          | Robert Jenkinson, 2e comte de Liverpool |           | Tories                              |                                        |
| 7e          | 1820 (élection, députés)          | Robert Jenkinson, 2e comte de Liverpool |           | Tories                              |                                        |
| 8e          | 1826 (élection, députés)          | Robert Jenkinson, 2e comte de Liverpool, George Canning, Frederick John Robinson, 1er vicomte Goderich, Arthur Wellesley, 1er duc de Wellington |           | Tories                              |                                        |
| 9e          | 1830 (élection, députés)          | Charles Grey, 2e comte Grey |           | Whigs                               |                                        |
| 10e         | 1831 (élection, députés)          | Charles Grey, 2e comte Grey |           | Whigs                               |                                        |
| 11e         | 1832 (élection, députés)          | Charles Grey, 2e comte Grey, William Lamb, 2e vicomte Melbourne, Robert Peel                                                                    |           | Whigs                               |                                        |
| 12e         | 1835 (élection, députés)          | William Lamb, 2e vicomte Melbourne |           | Whigs                               |                                        |
| 13e         | 1837 (élection, députés)          | William Lamb, 2e vicomte Melbourne |           | Whigs                               |                                        |
| 14e         | 1841 (élection, députés)          | Robert Peel |           | Conservateurs                       |                                        |
| 15e         | 1847 (élection, députés)          | Lord John Russell |           | Whigs                               |                                        |
| 16e         | 1852 (élection, députés)          | Edward Smith-Stanley, 14e comte de Derby, George Hamilton Gordon, 4e comte d’Aberdeen                                                           |           | Conservateurs                       |                                        |
| 17e         | 1857 (élection, députés)          | Henry John Temple, 3e vicomte Palmerston, Edward Smith-Stanley, 14e comte de Derby                                                              |           | Whigs                               |                                        |
| 18e         | 1859 (élection, députés)          | Henry John Temple, 3e vicomte Palmerston |           | Libéraux                            |                                        |
| 19e         | 1865 (élection, députés)          | John Russell, 1er comte Russell, Edward Smith-Stanley, 14e comte de Derby, Benjamin Disraeli                                                    |           | Libéraux                            |                                        |
| 20e         | 1868 (élection, députés)          | William Ewart Gladstone |           | Libéraux                            |                                        |
| 21e         | 1874 (élection, députés)          | Benjamin Disraeli (1er comte de Beaconsfield à partir de 1876)                                                                                  |           | Conservateurs                       |                                        |
| 22e         | 1880 (élection, députés)          | William Ewart Gladstone |           | Libéraux                            |                                        |
| 23e         | 1885 (élection, députés)          | Robert Arthur Talbot Gascoyne-Cecil, 3e marquis de Salisbury, William Ewart Gladstone                                                           |           | Libéraux (maj. relative)            |                                        |
| 24e         | 1886 (élection, députés)          | Robert Arthur Talbot Gascoyne-Cecil, 3e marquis de Salisbury                                                                                    |           | Conservateurs                       |                                        |
| 25e         | 1892 (élection, députés)          | William Ewart Gladstone, Archibald Primrose 5e comte de Rosebery                                                                                |           | Libéraux                            |                                        |
| 26e         | 1895 (élection, députés)          | Robert Arthur Talbot Gascoyne-Cecil, 3e marquis de Salisbury                                                                                    |           | Conservateurs                       |                                        |
| 27e         | 1900 (élection, députés)          | Robert Arthur Talbot Gascoyne-Cecil, 3e marquis de Salisbury, Arthur Balfour                                                                    |           | Conservateurs                       |                                        |
| 28e         | 1906 (élection, députés)          | Henry Campbell-Bannerman, Herbert Henry Asquith                                                                                                 |           | Libéraux                            |                                        |
| 29e         | Janvier 1910 (élection, députés)  | Herbert Henry Asquith |           | Libéraux                            |                                        |
| 30e         | Décembre 1910 (élection, députés) | Herbert Henry Asquith, David Lloyd George |           | Libéraux                            |                                        |
| 31e         | 1918 (élection, députés)          | David Lloyd George |           | Coalition                           |                                        |
| 32e         | 1922 (élection, députés)          | Andrew Bonar Law |           | Conservateurs                       |                                        |
| 33e         | 1923 (élection, députés)          | Stanley Baldwin |           | Conservateurs                       |                                        |
| 34e         | 1924 (élection, députés)          | Stanley Baldwin |           | Conservateurs                       |                                        |
| 35e         | 1929 (élection, députés)          | Ramsay MacDonald |           | Travaillistes                       |                                        |
| 36e         | 1931 (élection, députés)          | Ramsay MacDonald |           | Gouvernement national               |                                        |
| 37e         | 1935 (élection, députés)          | Stanley Baldwin, Neville Chamberlain, Winston Churchill                                                                                         |           | Gouvernement national               |                                        |
| 38e         | 1945 (élection, députés)          | Clement Attlee |           | Travaillistes                       |                                        |
| 39e         | 1950 (élection, députés)          | Clement Attlee |           | Travaillistes                       |                                        |
| 40e         | 1951 (élection, députés)          | Winston Churchill |           | Conservateurs                       |                                        |
| 41e         | 1955 (élection, députés)          | Anthony Eden, Harold Macmillan |           | Conservateurs                       |                                        |
| 42e         | 1959 (élection, députés)          | Harold Macmillan, Alec Douglas-Home |           | Conservateurs                       |                                        |
| 43e         | 1964 (élection, députés)          | Harold Wilson |           | Travaillistes                       |                                        |
| 44e         | 1966 (élection, députés)          | Harold Wilson |           | Travaillistes                       |                                        |
| 45e         | 1970 (élection, députés)          | Edward Heath |           | Conservateurs                       |                                        |
| 46e         | Février 1974 (élection, députés)  | Harold Wilson |           | Travaillistes                       |                                        |
| 47e         | Octobre 1974 (élection, députés)  | Harold Wilson, James Callaghan |           | Travaillistes                       |                                        |
| 48e         | 1979 (élection, députés)          | Margaret Thatcher |           | Conservateurs                       |                                        |
| 49e         | 1983 (élection, députés)          | Margaret Thatcher |           | Conservateurs                       |                                        |
| 50e         | 1987 (élection, députés)          | Margaret Thatcher, John Major |           | Conservateurs                       |                                        |
| 51e         | 1992 (élection, députés)          | John Major |           | Conservateurs                       |                                        |
| 52e         | 1997 (élection, députés)          | Tony Blair |           | Travaillistes                       |                                        |
| 53e         | 2001 (élection, députés)          | Tony Blair |           | Travaillistes                       |                                        |
| 54e         | 2005 (élection, députés)          | Tony Blair, Gordon Brown |           | Travaillistes                       |                                        |
| 55e         | 2010 (élection, députés)          | David Cameron |           | Conservateurs - Libéraux-démocrates |                                        |
| 56e         | 2015 (élection, députés)          | David Cameron, Theresa May |           | Conservateurs                       |                                        |
| 57e         | 2017 (élection, députés)          | Theresa May, Boris Johnson |           | Conservateurs                       |                                        |
| 58e         | 2019 (élection, députés)          | Boris Johnson, Liz Truss, Rishi Sunak |           | Conservateurs                       |                                        |
| 59e         | 2024 (élection, députés)          | Keir Starmer |           | Travaillistes                       |                                        |